# 武蔵野美術大学
武蔵野美術大学（むさしのびじゅつだいがく、英: Musashino Art University、略称: 武蔵美〈むさび〉・MAU）は、東京都小平市に本部を置く日本の私立美術大学。前身は1929年創立の帝国美術学校で、1962年に大学へ昇格した。現在は造形学部・造形構想学部および通信教育課程から構成され、学部生約4,400名、大学院生約260名、通信教育を含め総学生数は約7,700名と、日本の私立美術大学では最大規模である。  
本学は「教養を有する美術家養成」を建学の精神とし、基礎造形教育と専門領域（美術・デザイン・建築・映像等）の融合を特色とする。鷹の台キャンパスには藤本壮介設計の美術館・図書館（2010年竣工）が併設され、学内外の芸術・デザイン研究拠点として機能する。2019年には市ヶ谷キャンパス（新宿区）を開設し、造形構想学部・同研究科を中心に社会連携型プロジェクトを展開している。  
同学は、多摩美術大学・東京造形大学・女子美術大学・日本大学藝術学部とともに「東京五美大」を構成し、各校合同の卒業・修了制作展を開催するなど連携を深めている。  
学長は樺山祐和、理事長は前学長の長澤忠徳が務める。

## 沿革
- 1929年（昭和4年） - 東京都武蔵野市吉祥寺に、金原省吾らにより帝国美術学校が創立される[9]。
- 1935年（昭和10年） - 同盟休校事件が発生し、帝国美術学校から多摩帝国美術学校（現：多摩美術大学の前身）が分離独立。
- 1947年（昭和22年） - 造型美術学園と改称。
- 1948年（昭和23年） - 武蔵野美術学校と改称。
- 1957年（昭和32年） - 学校法人武蔵野美術学校が認可され、武蔵野美術短期大学を設置。
- 1962年（昭和37年） - 学校法人武蔵野美術学校を学校法人武蔵野美術大学に改称し、武蔵野美術大学を設立。
- 1969年（昭和44年） - 大学および短期大学を現在の鷹の台キャンパス（東京都小平市）に統合・移転。旧吉祥寺校地には武蔵野美術学園を開設。
- 1973年（昭和48年） - 大学院造形研究科（修士課程）を開設。
- 1977年（昭和52年） - 武蔵野美術大学美術資料図書館が竣工。設計は芦原建築設計研究所および保坂陽一郎建築研究所による[10]。
- 1988年（昭和63年） - 武蔵野美術短期大学を武蔵野美術大学短期大学部に校名変更。
- 1999年（平成11年） - 短期大学部の学生募集を停止。造形学部に芸術文化学科およびデザイン情報学科を新設。
- 2001年（平成13年） - 多摩アカデミックコンソーシアム（TAC）として、国立音楽大学、国際基督教大学、東京経済大学、津田塾大学と単位互換制度を実施。早稲田大学とも単位互換制度を締結。
- 2002年（平成14年） - 造形学部に通信教育課程を開設。
- 2003年（平成15年） - 短期大学部を廃止。
- 2004年（平成16年） - 大学院造形研究科に造形芸術専攻（博士後期課程）を開設。東京都新宿区に新宿サテライト（新宿教室）を開設。
- 2006年（平成18年） - 油絵学科を専攻分離し、油絵専攻および版画専攻を設置。映像学科3年次以降に映像コースおよび写真コースを開設。大学院デザイン専攻に写真コースを新設。
- 2008年（平成20年） - 本年度の入学試験から、全学科で大学入試センター試験を導入。
- 2010年（平成22年） - 武蔵野美術大学 美術館・図書館が竣工。設計は藤本壮介建築設計事務所による。既存の美術資料図書館を大規模に改修・拡張し、展示機能と図書館機能を統合した新施設として再構築された[11]。
- 2012年（平成24年） - 東京ミッドタウンのデザインハブに武蔵野美術大学 デザイン・ラウンジを開設。
- 2016年（平成28年） - 鷹の台キャンパスが都市計画道路により南北に分割される。新たに竣工した14号館の地下通路の正式名称を「ガレリア」と決定[12][13][14]。
- 2017年（平成29年） - 3月をもって新宿サテライト（新宿教室）を閉鎖。4月に三鷹ルーム（通信教育課程三鷹教室）を開室。
- 2018年（平成30年） - 武蔵野美術学園を平成29年度末（3月31日）で閉校。通信教育課程の工芸工業デザイン学科の学生募集を停止。
- 2019年（平成31年） - 東京都新宿区に市ヶ谷キャンパスを開設。造形構想学部および大学院造形構想研究科を設置。
- 2022年（令和4年） - 武蔵野美術大学ソーシャルクリエイティブ研究所と日本総合研究所が11月1日、市ヶ谷キャンパスに「自律協生スタジオ（Convivial Design Studio、通称：コンヴィヴィ）」を開設[15]。

## 教育および研究
学部
- 造形学部
  - 日本画学科
  - 油絵学科
    - 油絵専攻
    - 版画専攻

  - 彫刻学科
  - 視覚伝達デザイン学科
  - 工芸工業デザイン学科
  - 空間演出デザイン学科
  - 建築学科
  - 基礎デザイン学科
  - 映像学科（造形構想学部に改組）
  - 芸術文化学科
  - デザイン情報学科
- 造形構想学部
  - クリエイティブイノベーション学科
  - 映像学科
- 造形学部 通信教育課程
  - 油絵学科
    - 絵画コース
    - 日本画コース
    - 版画コース

  - 工芸工業デザイン学科
    - 生活環境デザインコース
    - スペースデザインコース

  - 芸術文化学科
    - 造形研究コース
    - 文化支援コース

  - デザイン情報学科
    - コミュニケーションデザインコース
    - デザインシステムコース

大学院
- 造形研究科
  - 美術専攻（修士課程）
    - 日本画コース
    - 油絵コース
    - 版画コース
    - 彫刻コース
    - 造形学コース
    - 造形理論・美術史コース
    - 芸術文化政策コース

  - デザイン専攻（修士課程）
    - 視覚伝達デザインコース
    - 工芸工業デザインコース
    - 空間演出デザインコース
    - 建築コース
    - 基礎デザイン学コース
    - 映像・写真コース
    - デザイン情報学コース

  - 造形芸術専攻（博士後期課程）
    - 作品制作研究領域
    - 環境形成研究領域
    - 美術理論研究領域
- 造形構想研究科
  - 造形構想専攻（修士課程）
    - クリエイティブリーダーシップコース
    - 映像・写真コース

## 施設

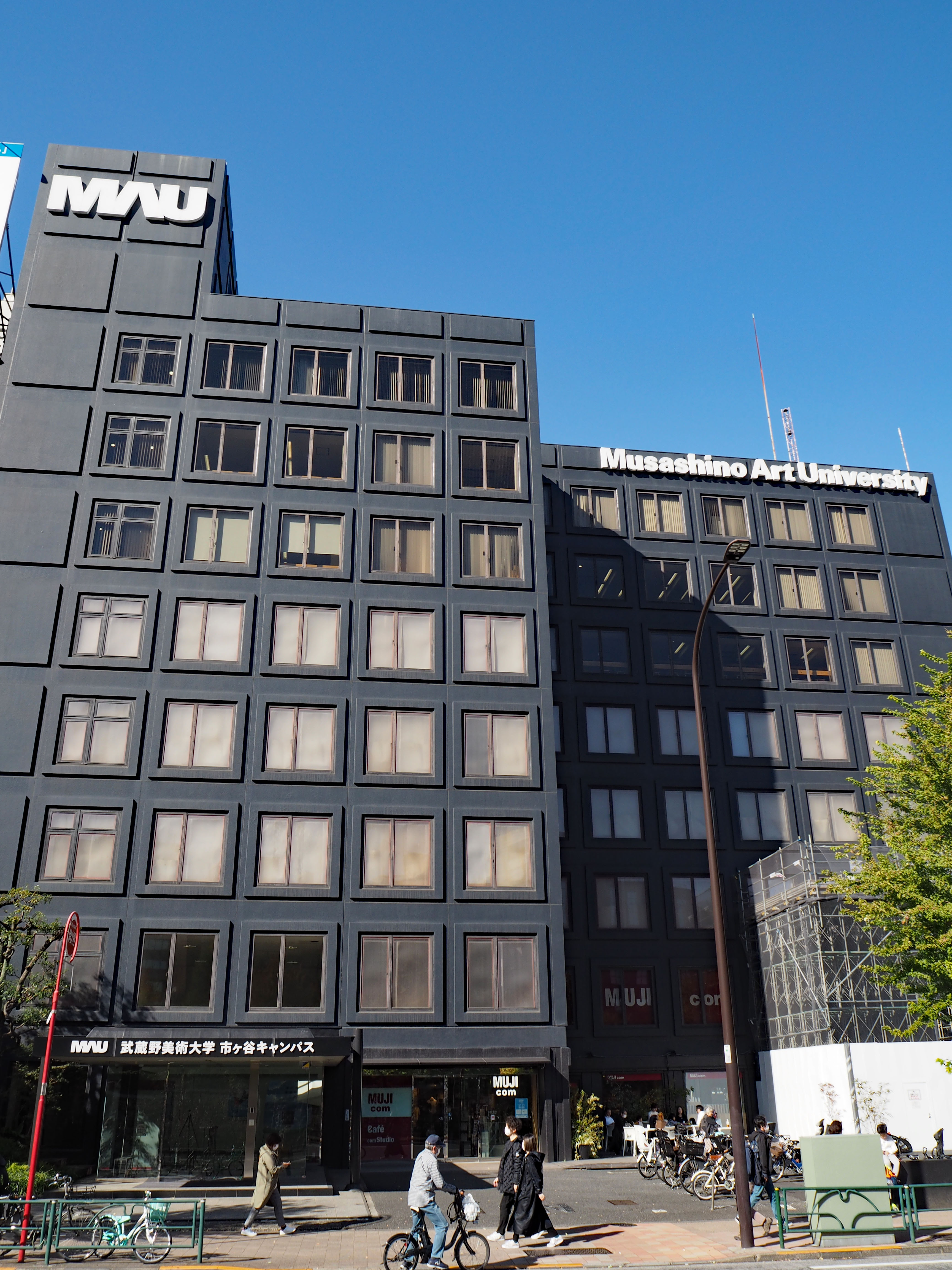
市ヶ谷キャンパス

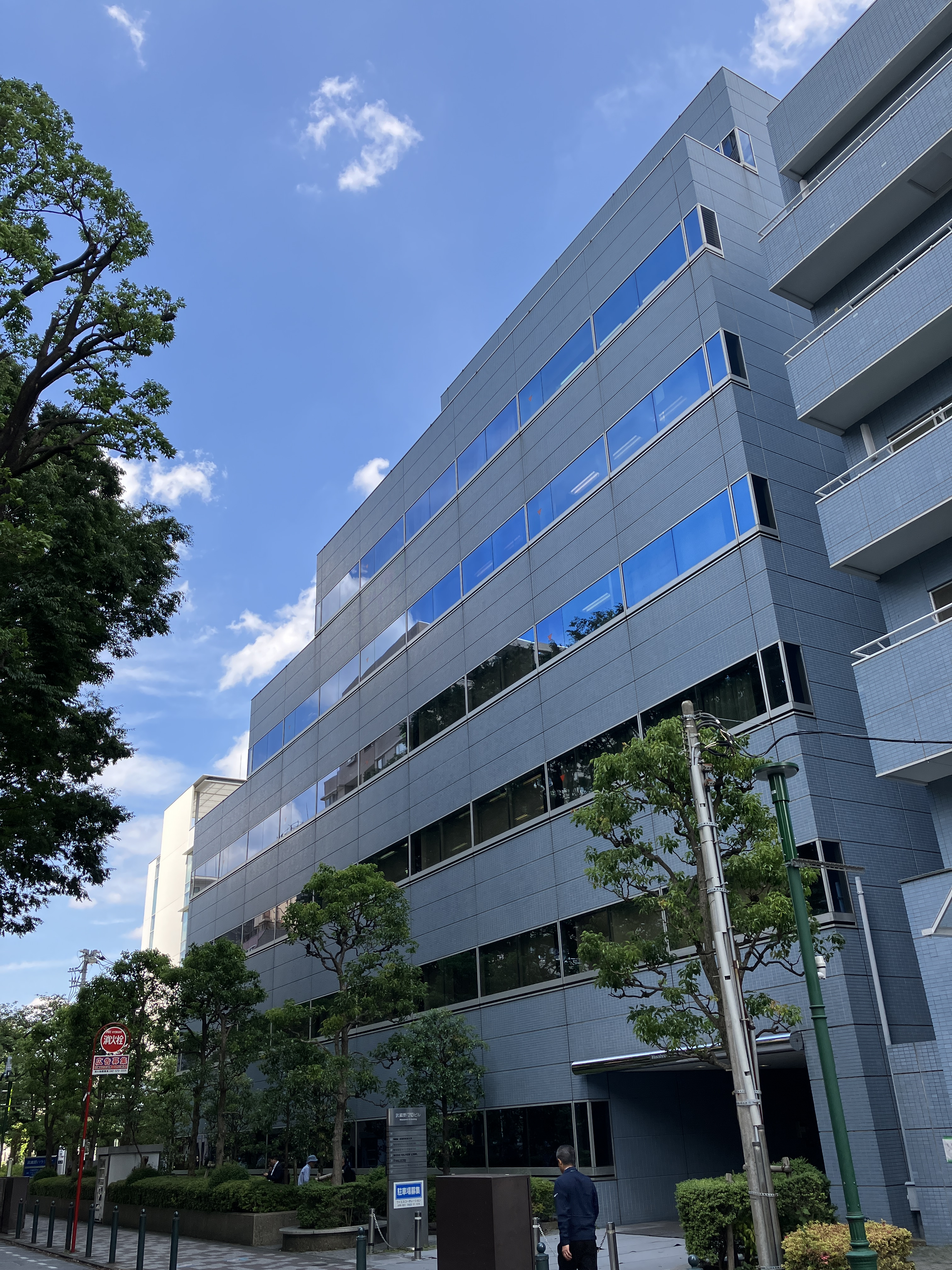
三鷹ルーム（武蔵野YSビル）

- 鷹の台キャンパス （東京都小平市小川町1-736）
造形学部1-4年、大学院造形研究科
鷹の台駅から徒歩18分
西武バス：国分寺駅北口（4番乗り場）からバス（寺71・72系統）で約20分、「武蔵野美術大学正門」下車すぐ。
立川バス：立川駅北口（5番乗り場）からバス（立30系統）で約25分、「武蔵野美術大学」下車すぐ。

- 市ヶ谷キャンパス（東京都新宿区市谷田町1-4）
造形構想学部1-4年、大学院造形構想研究科
市ケ谷駅から徒歩3分
・なお、市ヶ谷キャンパスはソニーミュージックのSME市ヶ谷ビルを取得、改修したものである。

- 吉祥寺校  （東京都武蔵野市吉祥寺東町3-3-7）
通信教育チーム（造形学部通信教育課程）
吉祥寺駅から徒歩約15分

- 三鷹ルーム（東京都武蔵野市中町1丁目19-3 武蔵野YSビル6階）
通信教育課程三鷹教室
三鷹駅から徒歩4分

- 新宿サテライト  （東京都新宿区西新宿1-25-1 新宿センタービル9階）※閉室
通信教育課程
新宿駅から徒歩約5分

- 武蔵野美術大学 デザイン・ラウンジ （東京都港区赤坂9-7−1 ミッドタウンタワー5階）
2012年春より、美術大学として初めて、東京ミッドタウン・デザインハブ内に、デザインを基軸とした情報発信拠点『武蔵野美術大学 デザイン・ラウンジ』を開設（面積：151.54m2）。
「ラウンジ」とは、本来は社交室・休憩室や待合室を指す言葉だが、「武蔵野美術大学が社会と社交する場・談話する場」という「集う」イメージと、「デザインハブから社会へ出発（発信）する場」という「起点」のイメージをコンセプトにしている。英語名称は MAU Design Lounge。
六本木駅直結、乃木坂駅徒歩3分、六本木一丁目駅徒歩10分

上記のものの他に、富山県南砺市、奈良県奈良市、フランスなどに、ギャラリーやアトリエ等がある。

## 大学関係者と組織
1964年8月に竣工したコンクリート打ちっぱなしの鷹の台キャンパス・アトリエ棟（現在の4号館）などは、本学建築学科の創設にも関わった芦原義信の建築設計研究所に、当時在籍していた保坂陽一郎らによる設計である。
- 武蔵野美術大学出版局

### 大学関係者一覧
| 氏名     | 在任期間                | 備考                                       |
| -------- | ----------------------- | ------------------------------------------ |
| 天坊昭彦 | 2011年 – 2019年         | 出光興産元会長。任期満了により退任。       |
| 白賀洋平 | 2019年11月 – 2023年11月 | 三井住友銀行元副頭取。任期満了により退任。 |
| 長澤忠徳 | 2023年11月17日 – 現在   | 武蔵野美術大学元学長。任期は4年間。        |

| 氏名       | 在任期間        | 備考                     |
| ---------- | --------------- | ------------------------ |
| 有光次郎   | 1962年 – 1969年 | 武蔵野美術大学初代学長。 |
| 久保義三   | 1969年 – 1975年 |                          |
| 米澤嘉圃   | 1975年 – 1981年 |                          |
| 水尾比呂志 | 1981年 – 1987年 |                          |
| 前田常作   | 1987年 – 1993年 |                          |
| 長尾重武   | 1993年 – 1999年 |                          |
| 甲田洋二   | 1999年 – 2005年 |                          |
| 長澤忠徳   | 2015年 – 2023年 | 現在は理事長を務める。   |
| 樺山祐和   | 2023年 – 現在   | 現職学長。               |

## 対外関係

### 日本国内の大学との交流[23]

#### 美術系大学連絡協議会
- 女子美術大学
- 多摩美術大学
- 東京芸術大学美術学部・大学院映像研究科
- 東京造形大学
- 日本大学藝術学部

#### 早稲田大学
- 早稲田大学

#### 多摩アカデミックコンソーシアム
- 国際基督教大学
- 国立音楽大学
- 東京経済大学
- 東京外国語大学
- 津田塾大学

#### 小平市大学連携協議会（こだいらブルーベリーリーグ）
- 嘉悦大学
- 職業能力開発総合大学校
- 白梅学園大学・白梅学園短期大学
- 津田塾大学
- 一橋大学
- 文化学園大学

#### 東京科学大学
- 東京科学大学

#### 電気通信大学
- 電気通信大学

### 朝鮮大学校との交流
- 朝鮮大学校と敷地が隣接しており、2015年11月には武蔵美のFALと朝鮮大学校美術棟1階展示室を繋ぐ期間限定インスタレーション「武蔵美×朝鮮大 突然、目の前がひらけて」展を実施した[24]。

### 国際交流協定校
2018年4月1日時点、21カ国・地域の36大学・機関と大学間交流協定を締結している。

#### アジア
- インド
  - インド国立デザイン大学

- インドネシア
  - バンドン工科大学

- 韓国
  - 弘益大学校
  - 東西大学校

- タイ
  - シラパコーン大学

- 中国
  - 中国美術学院
  - 上海戯劇学院
  - 上海視覚芸術学院
  - 中央美術学院
  - 清華大学美術学院
  - 広州美術学院

- 香港
  - 香港理工大学設計学院

- 台湾
  - 国立台湾芸術大学
  - 実践大学
  - 国家教育研究院（中国語版）

- シンガポール
  - ラサール芸術大学

#### アメリカ合衆国
- アメリカ合衆国
  - シカゴ美術館附属美術大学
  - プラット・インスティテュート
  - ロードアイランド・スクール・オブ・デザイン

- チリ
  - チリ・カトリック大学DUOC財団設立専門機関

#### オセアニア
- オーストラリア
  - ロイヤルメルボルン工科大学

#### ヨーロッパ
- イギリス
  - ノッティンガム・トレント大学芸術・デザイン学部
  - ロンドン芸術大学
  - グラスゴー美術学校
  - レディング大学

- イタリア
  - ミラノ工科大学デザイン学部

- スウェーデン
  - スウェーデン国立芸術大学
  - コンストファク/スウェーデン国立芸術工芸デザイン大学

- デンマーク
  - デンマーク王立芸術アカデミー建築学部

- ドイツ
  - ケルン・インターナショナル・スクール・オブ・デザイン
  - ベルリン芸術大学

- フィンランド
  - アールト大学美術デザイン建築学部

- フランス
  - パリ国立高等美術学校

- ベルギー
  - アントワープ王立美術学院

- リトアニア
  - ビリニュス美術大学

- ロシア
  - イリヤ・レーピン名称サンクトペテルブルク国立絵画・彫刻・建築アカデミー

## 芸術祭

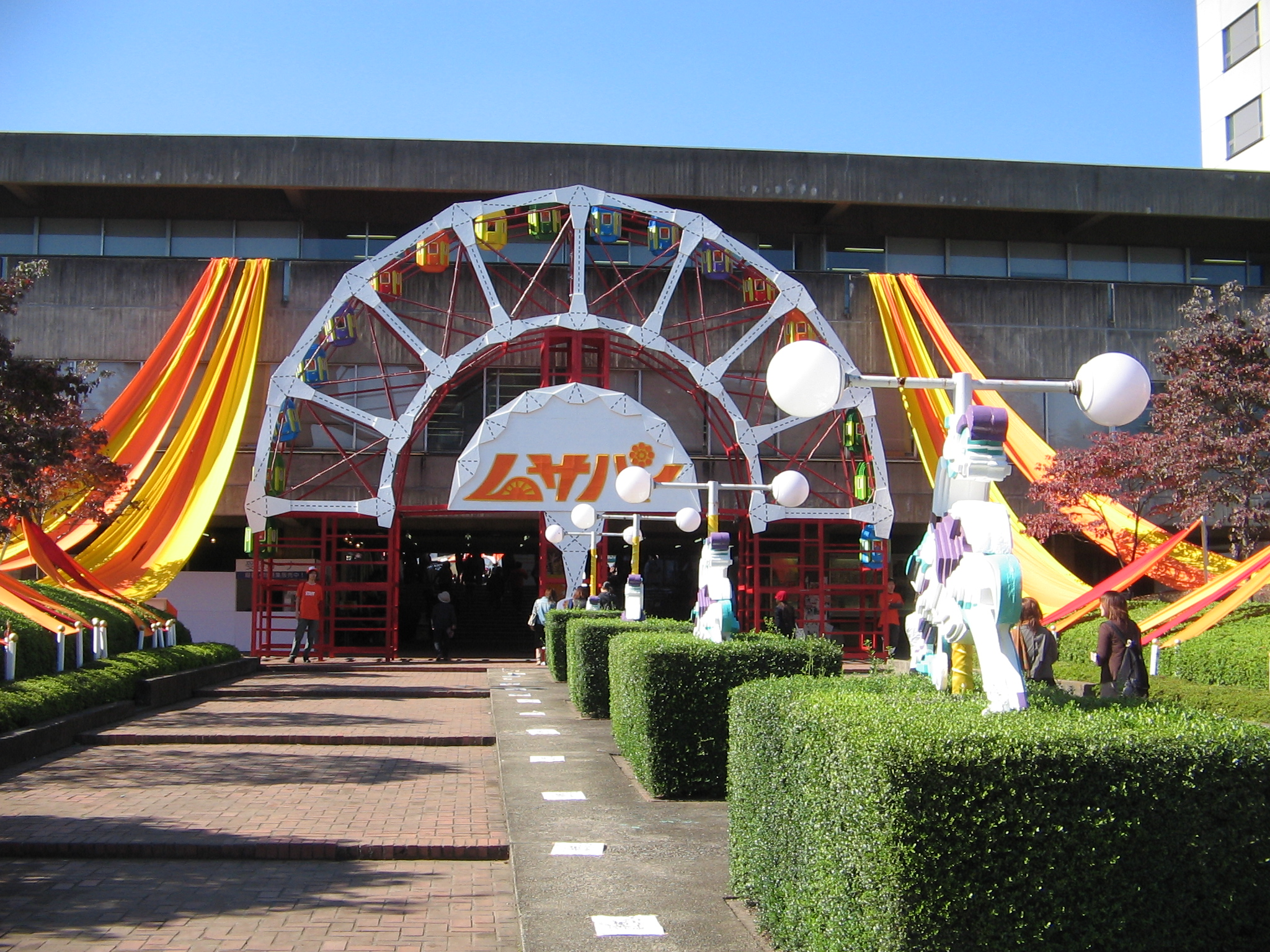
2005年芸術祭の様子

芸術祭は毎年晩秋に開催される作品発表を主とした学園祭。会場の装飾や運営力に特色があるとされ、ファッションショーからサンバパレード、競技ダンス、プロレス、男神輿、女神輿、模擬店、ストリートダンス等、ワークショップ、閉校時間近くに行われる美術館の壁を用いたプロジェクションマッピングなど多彩な学生によるイベントがある。
1969、1970年は学園紛争で中止となった。
制作物は構内の各アトリエ（工房）やホールに展示され、それを入場者が自由に鑑賞できる形式になっている。毎回3万人以上の来場者数を誇り、美術系大学では最大規模とされる。

## 学校と関連がある作品
- 羽海野チカの漫画作品『ハチミツとクローバー』の舞台のモデルとして採用されていた。
- リリー・フランキーがOBということもあり、2006年放送『東京タワー 〜オカンとボクと、時々、オトン〜 (テレビドラマ)』（フジテレビ）では撮影協力をしている。ドラマの中でも「武蔵野美術大学」と実名で登場する。
- 踊る大捜査線シリーズで知られる本広克行が監督を務める、青春映画『幕が上がる』の一部が同校で撮影された（2015年2月28日公開）。